# آویرون

آویرون (به فرانسوی: Aveyron) دوازدهمین شهرستان فرانسه است. شهرستان آویرون در جنوب این کشور قرار دارد. این شهرستان زیرمجموعه ناحیه پیرنه میانه می‌باشد . مساحت این شهرستان ۸٬۷۳۵ کیلومتر مربع و جمعیت آن ۲۷۴٬۴۲۵ نفر است. این شهرستان در خلال انقلاب فرانسه تأسیس شد.

## نگارخانه

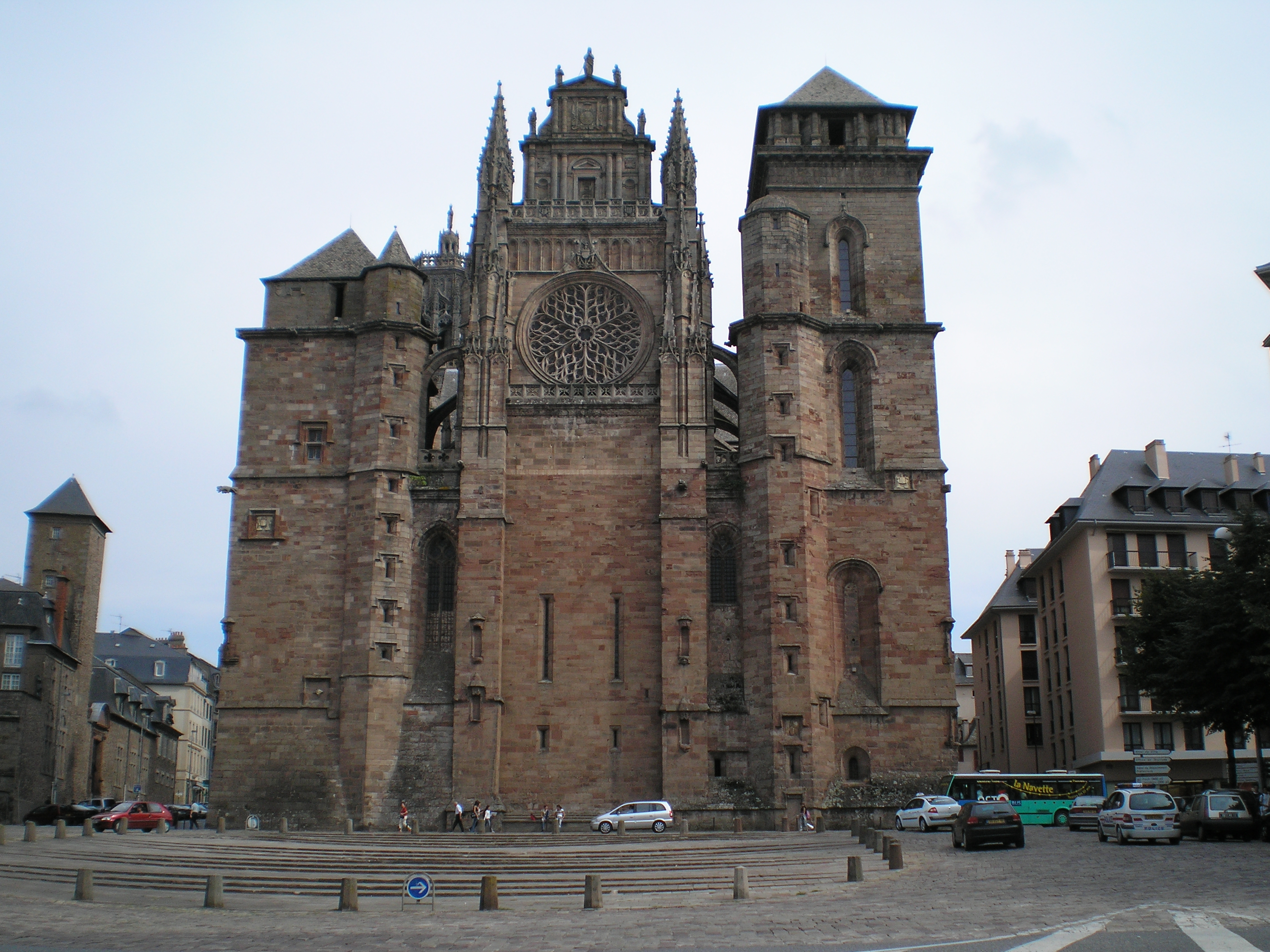
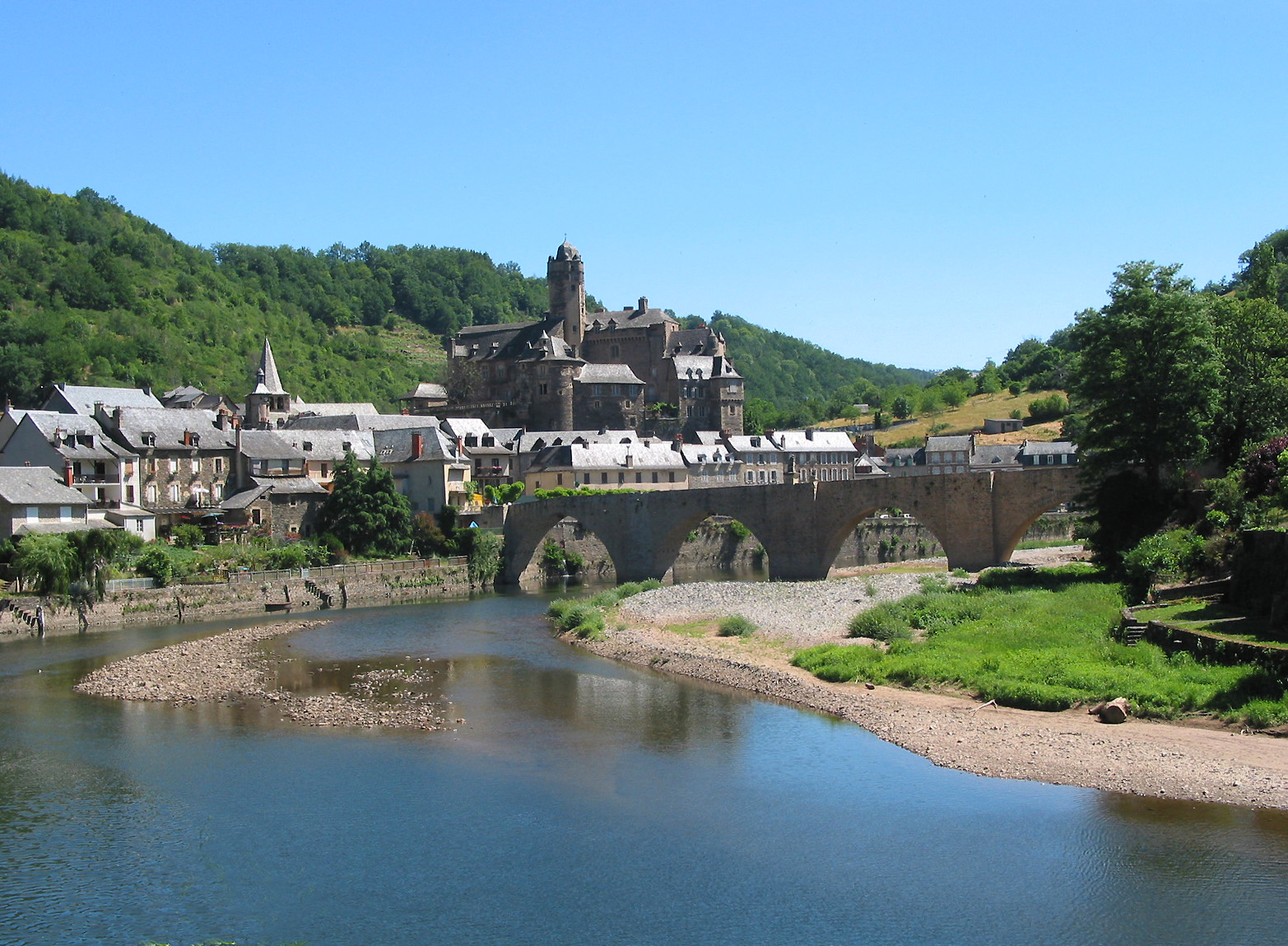
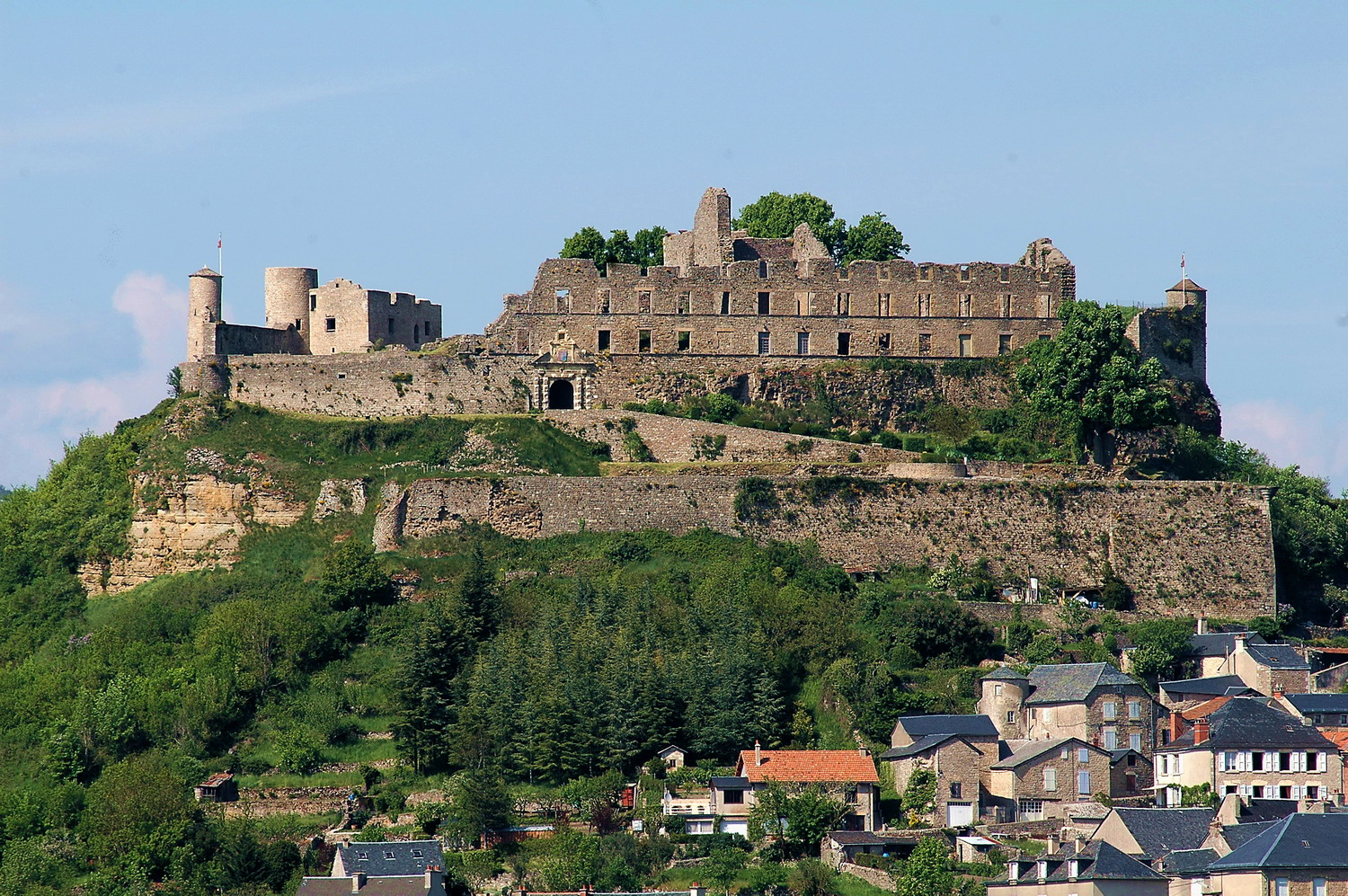
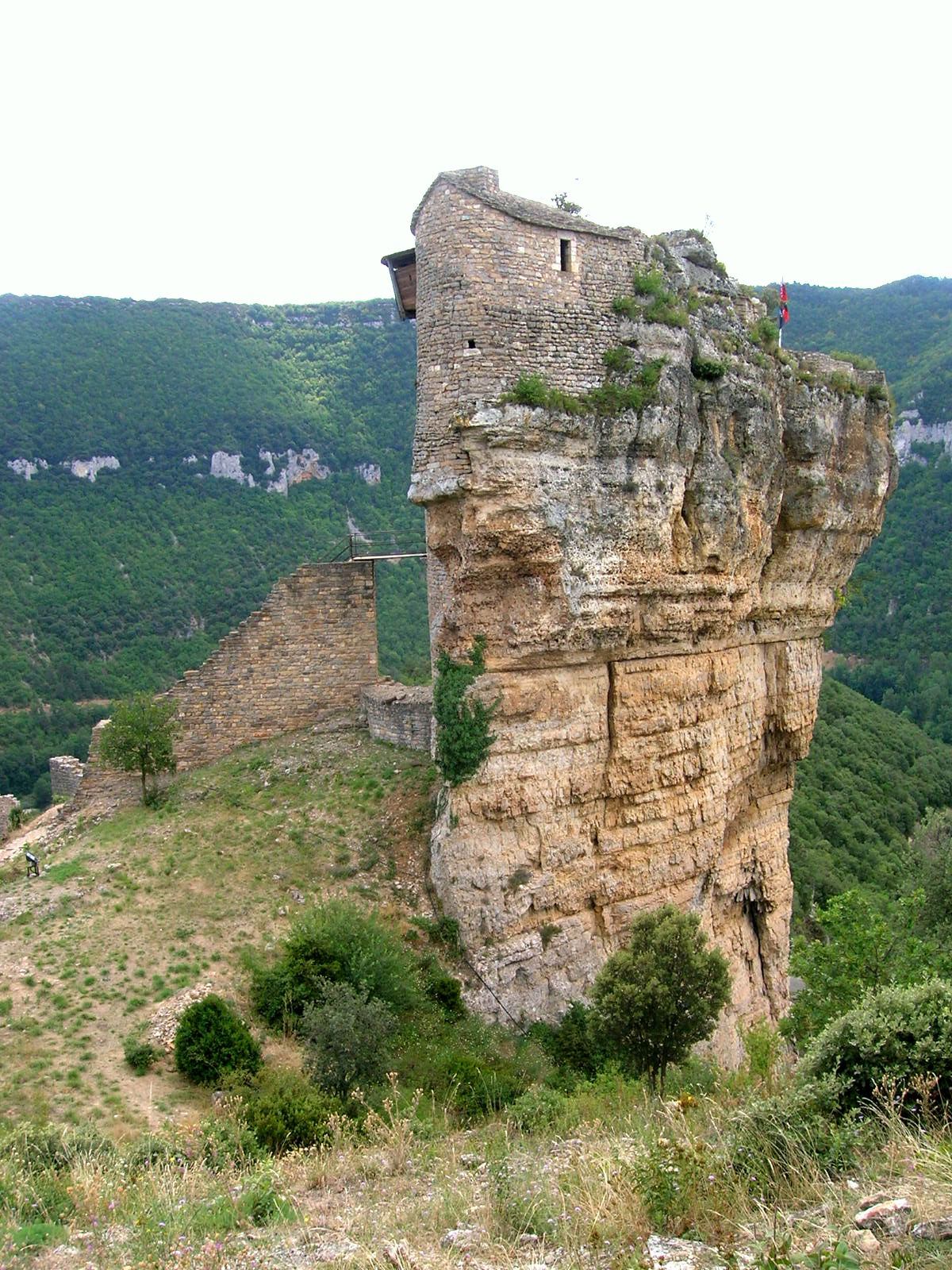
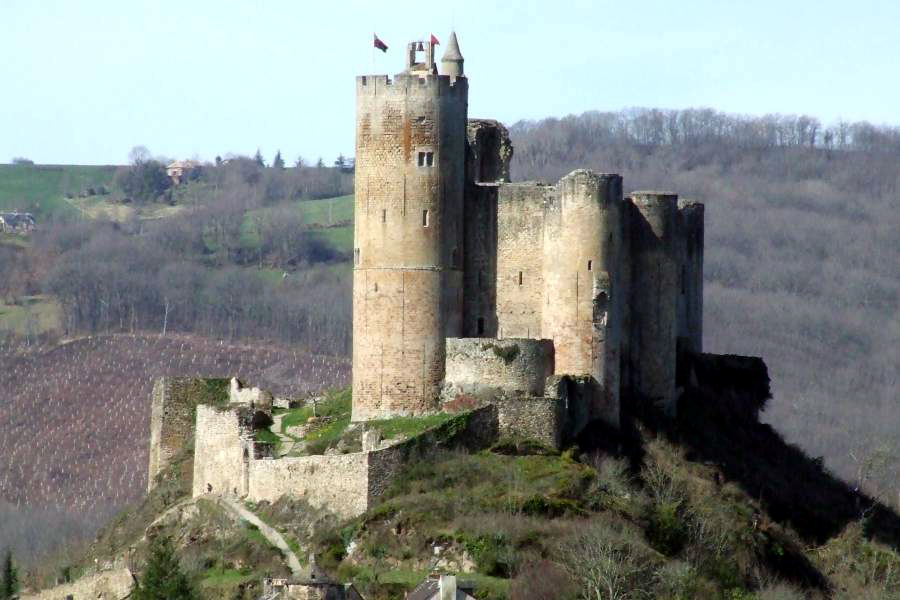
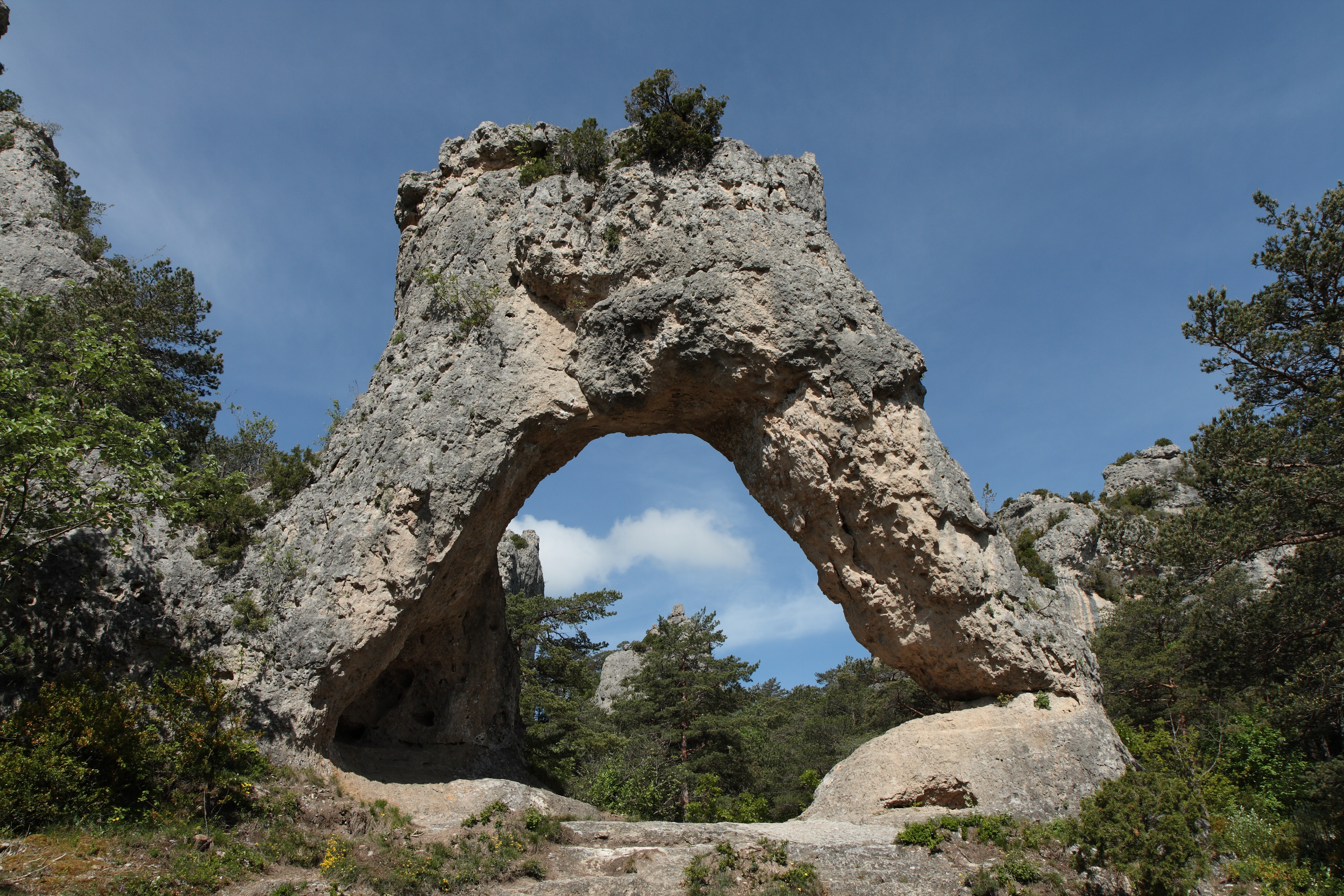
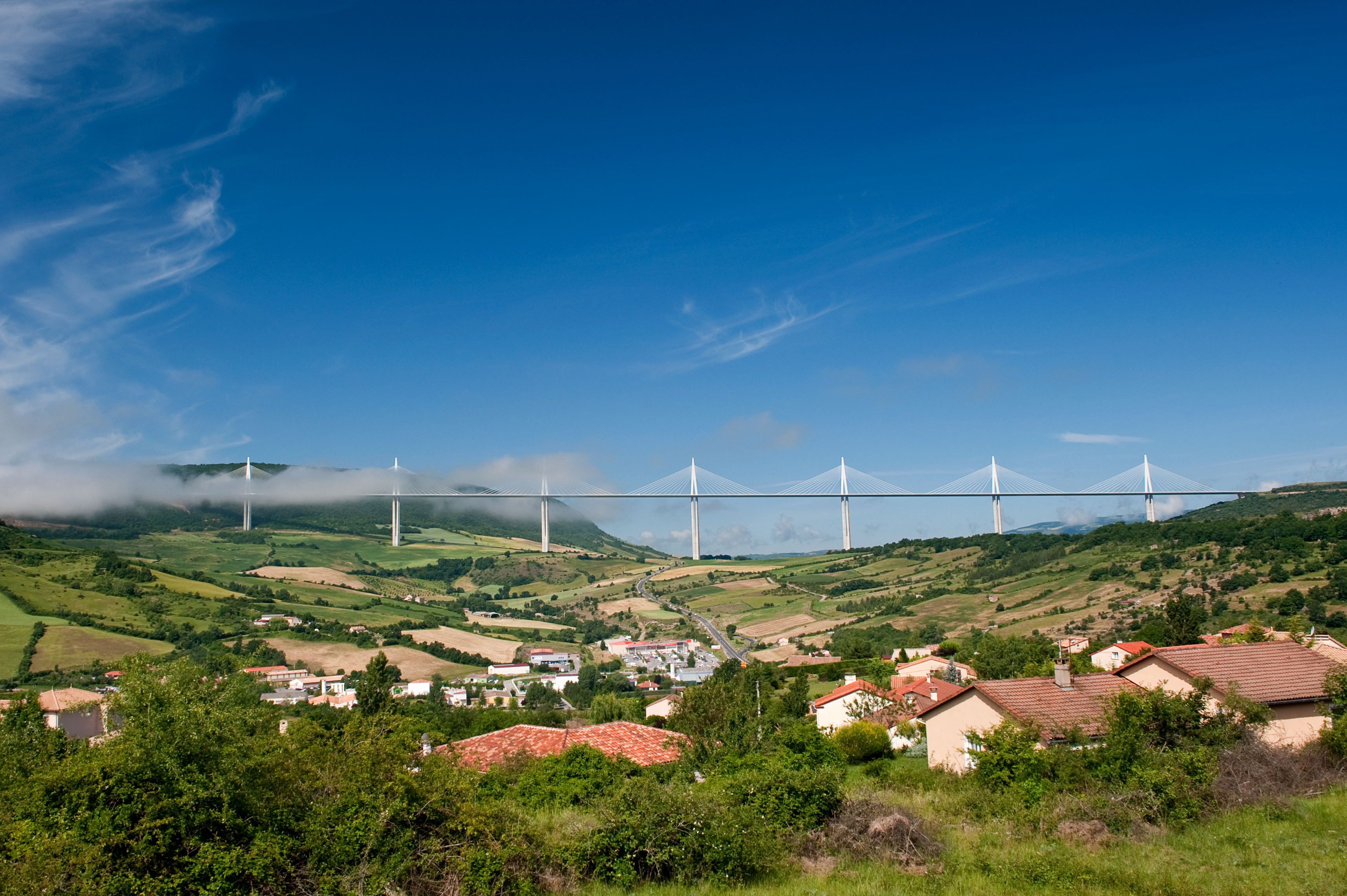